# Руя (Нижньосілезьке воєводство)
Руя (пол. Ruja) — село в Польщі, у гміні Руя Легницького повіту Нижньосілезького воєводства.
Населення — 305 осіб (2011).
У 1975-1998 роках село належало до Легницького воєводства.

## Демографія
Демографічна структура станом на 31 березня 2011 року:
|          | Загалом | Допрацездатний вік | Працездатний вік | Постпрацездатний вік |
| -------- | ------- | ------------------ | ---------------- | -------------------- |
| Чоловіки | 149     | 33                 | 100              | 16                   |
| Жінки    | 156     | 45                 | 75               | 36                   |
| Разом    | 305     | 78                 | 175              | 52                   |